# سد شاتو
سد شاتو (به لاتین: Shatuo Dam) یک سد و نیروگاه برقابی در چین است که در گوئیژو واقع شده‌است.